# Jugoslavensko rukometno prvenstvo 1954.
Rukometni prvak Jugoslavije za 1954. godinu je ponovno postala momčad Prvomajska iz Zagreba.

## Savezno prvenstvo
Prvo su igrane podsavezne i republičke lige, pa potom kvalifikacije u završnicu prvenstva, gdje su se plasirale tri momčadi.

### Ljestvica i rezultati završnice
Igrano u Zagrebu.
| Mj.      | Klub                  | ut.     | pob.    | neod.   | por.    | gol+    | gol-    | gr      | bod     |
| I grupa  | I grupa               | I grupa | I grupa | I grupa | I grupa | I grupa | I grupa | I grupa | I grupa |
| -------- | --------------------- | ------- | ------- | ------- | ------- | ------- | ------- | ------- | ------- |
| 1.       | Prvomajska Zagreb     | 2       | 2       | 0       | 0       | 34      | 18      | 16      | 4       |
| 2.       | Crvena zvezda Beograd | 2       | 1       | 0       | 1       | 27      | 27      | 0       | 2       |
| 3.       | Svoboda Ljubljana     | 2       | 0       | 0       | 2       | 20      | 42      | -22     | 0       |
|          |                       |         |         |         |         |         |         |         |         |
| II grupa |                       |         |         |         |         |         |         |         |         |
| 1.       | Zagreb                | 2       | 2       | 0       | 0       | 40      | 15      | 25      | 4       |
| 2.       | Bosna Sarajevo        | 2       | 1       | 0       | 1       | 21      | 28      | -7      | 2       |
| 3.       | Rabotnički Skoplje    | 2       | 0       | 0       | 2       | 14      | 34      | -20     | 0       |

| Utakmice za plasman | Utakmice za plasman | Utakmice za plasman   | Utakmice za plasman |
| za mjesto           | pobjednički tim     | poraženi tim          | rezultat            |
| ------------------- | ------------------- | --------------------- | ------------------- |
| za prvaka           | Prvomajska Zagreb   | Zagreb                | 15:9                |
| za 3. mjesto        | Bosna Sarajevo      | Crvena zvezda Beograd | 12:11               |
| za 5. mjesto        | Rabotnički Skoplje  | Svoboda Ljubljana     | 17:9                |

#### Konačni plasman
1. Prvomajska Zagreb 

2. Zagreb 

3. Bosna Sarajevo 

4. Crvena zvezda Beograd 

5. Rabotnički Skoplje 

6. Svoboda Ljubljana

## Republička prvenstva

### Prvenstvo Hrvastke
Igrano u Zadru.
Konačni poredak: 

1. Prvomajska Zagreb 

2. Zagreb 

3. Split 

4. Lokomotiva Zagreb 

5. Sloga Nova Gradiška 

6. Polet Zadar